# Manethon
Manethon eller Manethon af Sebennytos var en egyptisk historiker og præst. Han var rådgiver for Ptolemaios 1., som herskede i Egypten fra 323 til 282 f.v.t., først som guvernør under Alexander den store, og fra 305 som farao.
Manethon skrev værket Aegyptiaca i tre bind, som er en af vores vigtigste kilder til Egyptens historie, Det er fra ham vi har opdelingen i nummererede dynastier. Det er også ham der har fundet på at bruge det græske ord "dynasti", der betyder noget i retning af magtområde, om et afsnit af en kongerække, hvor kongerne er i familie med hinanden.
Som præst både i Alexandria og ved Ra-Atums hovedtempel i Iunu har han haft adgang til mange kilder, vi ikke kender i dag. Det er dog tydeligt, at han har læst Herodot. Han har også benyttet mange folkelige overleveringer, der ikke alle er lige pålidelige.
Manethons navne for de forskellige faraoner kan godt være meget forskellige fra dem, vi kender fra hieroglyfindskrifter. For eksempel kalder han Khufu og Khafre (græsk: Kheops og Khefron) for Suphis I og Suphis II, så det er ikke altid let at se, hvem han mener.
Manethons historieværk er ikke bevaret til i dag, men vi har lange uddrag, citeret af senere historikere.